# 迈利亚
迈利亚，是西班牙阿拉贡自治区萨拉戈萨省的一个市镇。 总面积175平方公里，总人口2056人（2001年），人口密度12人/平方公里。

## 友好城市
- 法國 维沃讷